# Онохин, Даниил Фёдорович
Даниил Федорович Онохин (1914—2003) — фронтовой фотограф в 1941—1945 годах, автор фотохроники боевого пути 311-й стрелковой Двинской Краснознамённой ордена Суворова дивизии, автор книги «От Вятки до Эльбы».
По мнению его однополчанина Н. Н. Никулина, автора книги «Воспоминания о войне», «бывший дивизионный фотограф — сержант Д. Онохин, один из немногих сохранившихся в дивизии со дня её формирования до конца войны. Онохина берегли, чтобы было кому изготавливать фотографии…».

## Биография
Родился 25 сентября 1914 года в деревне Кутованга Онежского района Архангельской области в крестьянской семье. В 1930-х гг. вслед за старшими братьями Михаилом, Иваном и Николаем и сестрой Анной приехал на Кировскую полярную опытную станцию Всесоюзного института растениеводства (Кольский полуостров), где в течение шести лет трудился в качестве агротехника под руководством академика И. Г. Эйхфельда. Из рук И. Г. Эйхфельда получил первые уроки фотографии для фиксирования результатов селекционной работы. Оттуда был командирован в Ленинград, где в фотолаборатории Всесоюзного института растениеводства освоил цветную и микрофотографию. Перед войной заочно окончил двухгодичные курсы фотокорреспондентов при Союзфото в Москве. После переезда в город Киров (Кировская область) работал фотокорреспондентом газеты «Комсомольское племя». В годы Великой Отечественной войны — фотограф политотдела 311-й стрелковой Двинской Краснознамённой ордена Суворова дивизии, военкор дивизионной газеты «За Родину». После войны был корреспондентом газеты «Кировская правда», собственным корреспондентом ТАСС по Кировской области. Будучи на пенсии работал в Кировском сельскохозяйственном институте. Умер 23 января 2003 года в Кирове.

## Создание фотохроники 311-й дивизии
Собственную миссию летописца войны Д. Ф. Онохин сформулировал в своей книге «От Вятки до Эльбы»:

«Мне выпала участь быть свидетелем великих событий, участником великих боев. Я фотограф, но у меня за спиной снайперская винтовка, через плечо верный спутник — фотоаппарат „ФЭД“. Я стараюсь всё увидеть, всё запечатлеть на пленку…»— 
Основной задачей дивизионного фотографа было изготовление фотопортретов для партийных билетов членов ВКП(б) и создание фотохроники 311-й дивизии. Но кроме этого Д. Ф. Онохину поручалось фотографирование передовых позиций противника в группе разведки и создание фотографий для комиссии по расследованию злодеяний фашистов.
Фотографии изготавливались Даниилом Онохиным в труднейших полевых условиях, часто при отрицательных температурах, в лесу у костра, что требовало от фотографа, снимавшего на пленочную камеру, большого мастерства и изобретательности. Проявка фотоплёнки делалась на привалах под грудой солдатских шинелей или в телеге в момент движения под плащ-палатками, а печать фотографий — в оригинальной переносной фотолаборатории, изготовленной по чертежам Д. Ф. Онохина. Экспонирование изображения на фотобумагу происходило из-за отсутствия электричества с помощью обычного дневного света. Во время длительных бомбёжек передовых позиций фотоматериалы и готовые фотографии приходилось спасать с риском для жизни.
Как писала газета «Кировская правда» о фронтовых снимках Даниила Онохина, «когда смотришь фотографии, сначала не думаешь о технической стороне их исполнения, они потрясают своим содержанием и выразительностью. И лишь потом, представив, каких усилий стоило фотографу во фронтовых условиях сделать эти фотографии, понимаешь, что Д. Ф. Онохин совершил большой гражданский подвиг».
Фотохроника 311-й дивизии включает в себя 320 изображений, начиная со снимка торжественного обноса Красного знамени перед строем дивизии в день отправки на фронт, и кончая фотографией группы воинов дивизии на фоне поверженного рейхстага. За рамками фотохроники боевого пути дивизии осталось более 20 тыс. фотографий солдат и офицеров, отпечатанных на партбилеты членов ВКП(б), а также исторические памятники и виды Берлина и Лейпцига, в частности изображение квартиры Адольфа Гитлера

## Творческое наследие
В 1975 году Д. Ф. Онохин выпустил книгу «От Вятки до Эльбы: записки военного корреспондента», написанную на основе своих военных дневниковых записей и иллюстрированную собственными оригинальными фотографиями. Книга была высоко оценена современниками, пережившими тяготы войны. В частности, кировский писатель Б. А. Порфирьев назвал её, в отличие от мемуаров военачальников, «возможно, единственной книгой, рисующей героический путь дивизии с позиций рядового солдата, а не с позиций командующего или военного историка», а кировская областная организация Союза писателей СССР дала положительные рекомендации для издания книги в Волго-Вятском книжном издательстве.
Автор подготовил рукопись второго издания книги «От Вятки до Эльбы», но оно не увидело свет. После смерти Д. Ф. Онохина машинописный текст второго издания был передан в Государственный архив Кировской области.
Выставки фронтовых фотографий Даниила Онохина экспонировались в городах Кирове, Санкт-Петербурге, Москве, Киришах, Архангельске, Даугавпилсе.
В 2007 году вышла книга сотрудника Государственного Эрмитажа Никулина Н. Н. «Воспоминания о войне», иллюстрированная военными фотографиями Онохина Д. Ф. и немецкого фотографа Хендрика Виерса.
В 2010 году изданы воспоминания бывшего командира 311-й стрелковой дивизии генерал-лейтенанта Б. А. Владимирова «Комдив. От Синявинских высот до Эльбы» с фронтовыми фотографиями Д. Ф. Онохина.
К 65-летию Победы в Великой Отечественной войне управление по делам архивов Кировской области подготовило электронную хрестоматию и книгу документальных очерков об участии кировчан в Великой Отечественной войне 1941—1945 гг. под названием «Позабыть нельзя», где были использованы фотографии Д. Ф. Онохина.
В 2020 году ООО «Кировская областная типография» выпустила фотоальбом Д. Ф. Онохина «От Кирова до Берлина. Боевой путь 311-й стрелковой дивизии в фотографиях Даниила Онохина» (составитель и автор текста — О. С. Четвериков)
Экспозиции оригинальных фронтовых фотографий Д. Ф. Онохина имеются в музейных фондах:
1. Кировского областного краеведческого музея (г. Киров)[16].
2. Киришского историко-краеведческого музея — филиала ГБУК ЛО «Музейное агентство» (г. Кириши Ленинградской области)[17]
3. Дома русского зарубежья им. А. Солженицына (г. Москва)[18]